# Єлисєєв Євген Олександрович
Євген Олександрович Єлисєєв (нар. 24 вересня 1936, селище Заря, тепер Тегульдетського району Томської області, Росія) — радянський державний діяч, 1-й секретар Хакаського і Кабардино-Балкарського обласних комітетів КПРС, заступник голови ЦКК КПРС. Кандидат у члени ЦК КПРС у 1986—1990 роках. Член Центральної контрольної комісії КПРС у 1990—1991 роках. Член Президії і Бюро Президії Центральної контрольної комісії КПРС у 1990—1991 роках. Депутат Верховної Ради СРСР 11-го скликання. Народний депутат СРСР у 1989—1991 роках. Кандидат економічних наук (1971).

## Життєпис
Народився в селянській родині. У 1956 році закінчив Томський індустріальний технікум.
У 1956—1960 роках служив на Військово-морському флоті СРСР. 
Член КПРС з 1959 року.
У 1960—1962 роках — майстер-машиніст бурових верстатів, майстер-електрик електроцеху, секретар комітету комсомолу заводу виробничого об'єднання буропідривних робіт в місті Красноярську.
У 1962—1968 роках — інструктор, завідувач відділу Кіровського районного комітету КПРС міста Красноярська.
У 1967 році закінчив заочну Вищу партійну школу при ЦК КПРС. У 1968—1969 роках — аспірант Новосибірського державного університету.
У 1969—1973 роках — 2-й секретар Кіровського районного комітету КПРС міста Красноярська.
У 1973—1976 роках — 2-й секретар Красноярського міського комітету КПРС.
У 1976—1981 роках — завідувач відділу Красноярського крайового комітету КПРС.
У 1981—1983 роках — інструктор відділу організаційно-партійної роботи ЦК КПРС.
8 червня 1983 — 4 листопада 1985 року — 1-й секретар Хакаського обласного комітету КПРС.
19 жовтня 1985 — 21 лютого 1990 року — 1-й секретар Кабардино-Балкарського обласного комітету КПРС.
У лютому — липні 1990 року — член Комітету партійного контролю при ЦК КПРС.
У липні — жовтні 1990 року — відповідальний секретар Центральної Контрольної Комісії КПРС. 10 жовтня 1990 — серпень 1991 року — заступник голови Центральної Контрольної Комісії КПРС та член Бюро Президії ЦКК КПРС.
Потім — на пенсії.

## Нагороди і звання
- орден Жовтневої Революції (1986)
- два ордени Трудового Червоного Прапора (1981,)
- орден «Знак Пошани»
- медалі